# れいこいるか
『れいこいるか』は、2020年（令和2年）公開の日本映画。いまおかしんじ監督によって制作された。阪神・淡路大震災で娘を失い、離婚した夫婦の心の軌跡を描く。キャッチコピーは「いつかまた、会える」。

## 概要
いまおかが震災の発生を受け、その直後に書いたピンク映画の脚本が原案となっている。国映に掛け合ったところ、子供が死ぬ悲しい物語であることを理由に却下された。その後、2016年（平成28年）に朝日映劇の川本プロデューサーから資金提供の申し出を受け、震災から二十余年を経て映像化を見た。いまおかにとっては亡くなっていった知人たちへ捧げた映画であり、神代辰巳、林由美香、櫻井拓也らの名前を挙げている。
関西圏でオーディションを行い、2017年（平成29年）1月にクランクイン。原案の舞台が浅草であったことから当初は東京都での撮影を考えていたが、最終的にはロケ地として長田区内をはじめ、震災前から残る風景を選んだ。予算は150万円だったが中途で不足し、100万円を追加した。
公開2日目には神戸市の元町映画館で舞台挨拶があり、いまおか、武田暁、河屋秀俊、西山真来の4名が登壇した。

## あらすじ
野田伊智子と野田太助は、娘のれいかは海岸で遊んだりする仲の良い家庭であったが、伊智子は浮気しているのであった。
その浮気している時に、阪神・淡路大震災が起きて、娘は死に、伊智子は膣痙攣で浮気相手から離れられなくなっていた。
5年後、太助の父はタダ酒が飲めるので、伊智子と母の居酒屋に良く飲みにいっていたのだが、そこで伊智子が再婚したことを知る。
花見で伊智子から再婚相手のイカリを紹介される太助。
3，4年後、伊智子の浮気相手だった男はキャンディというおかまになり、バーを経営していて、伊智子はそこで働いていた。
伊智子は再婚相手とは別れ、手伝っていたシナリオ・作家教室の講師のサルタニと親しくなり、結婚するのだが、お金を持って逃げられてしまう。
太助は卓球少年と親しくなり、一緒に露店の古本屋の店主に頼まれて、店番をしたりする。
しかしあるとき卓球少年が母親と父親に虐待されているのを見て、助けようとして、その父親を殺してしまう。
時が経ち、伊智子は失明し、太助の父は伊智子の母と結婚するのだが、太助の父は亡くなってしまう。
その頃、太助は出所して、キャンディーのバーに訪れる。
伊智子はシナリオ・作家教室で出会った青年と同棲しているのだが、彼女もまたバーを訪れるのだが、すれ違いで会うことはできなかった。
さらに時が経った23年後、伊智子の目は直り、車の免許を取れるまでに回復していた。道で偶然出会った二人は、れいこの思い出に一緒に須磨海浜水族園に行こうと誘う。
そこで成長した卓球少年とバッタリ出会う。連れていた彼女の名前は偶然にもれいこだった。
思い出の地を訪れる伊智子と太助。しかし太助は伊智子と性行為をすることができない。
阪神・淡路大震災の慰霊。
思い出の海岸に到達した伊智子と太助。太助は東北へと去っていくのであった。

## キャスト
- 野田伊智子 - 武田暁
- 野田太助 - 河屋秀俊
- 太助の父 - 豊田博臣
- 伊智子の母 - 美村多栄
- 伊智子の浮気相手、バーのおかまのママになる - 時光陸
- 伊智子の再婚相手 - 田辺泰信
- 伊智子の再々婚相手 - 上西雄大
- 伊智子の同棲相手 - 上野伸弥
- 太助の父の飲み仲間 - 石垣登、空田浩志
- テルコ
- 川上皓翔
- 桑村大和
- グェンティ・コックミ
- 杉本晃輔

- 西山真来
- 徳竹未夏
- 古川藍
- 多賀勝一
- 水野祐樹
- 小倉Pee
- 南山真之
- グェンタイン・サン
- 森千紗花
- 若宮藍子
- 北田千代美
- 上村ゆきえ
- 徳永訓之
- 佐藤宏

## スタッフ
- 企画 - 朝倉大介
- プロデューサー - 川本じゅんき、朝倉庄助
- 監督 - いまおかしんじ
- 脚本 - 佐藤稔
- 撮影 - 鈴木一博
- 録音 - 弥栄裕樹
- 音楽 - 下社敦郎
- 編集 - 蛭田智子
- 助監督 - 女池充、坂本礼
- 製作 - 朝日映劇
- 制作 - 国映株式会社
- 配給 - ブロードウェイ

## 評価
2021年1月発売の『映画芸術』2020年日本映画ベストテンで第1位（同時にワーストテンで第10位）、同年6月の第30回（2020年度）日本映画プロフェッショナル大賞ベストテンで第8位に選ばれた。映画監督の城定秀夫や入江悠は2020年のベスト映画として本作を挙げている。